# Baby Did a Bad, Bad Thing
Baby Did A Bad Bad Thing es una canción del cantante de rock Chris Isaak. incluida en su quinto álbum de estudio Forever Blue y lanzada como un sencillo en septiembre de 1995. La canción también aparece en la película de Stanley Kubrick Eyes Wide Shut.

## Recepción comercial
El 9 de septiembre de 1999 se sitúa como número 9 en el Australian ARIA Singles Chart, a pesar de haber alcanzado tan solo la posición 27 en su aparición de 1996. La BSO de la película además aportaba además una versión.
Baby Did a Bad, Bad Thing fue utilizada también como comienzo del episodio Dog day afternoons de la serie de televisión Cold Case, así como en el tráiler de la película Sorority Row.

## Vídeo musical
El vídeo de la canción fue dirigido por Herb Ritts y en él aparece la modelo francesa Laetitia Casta en ropa interior, grabada lascivamente con la cámara siempre en giro de 360° en la habitación de un hotel, siendo vista por Chris Isaak. En julio de 1999, la cadena VH1 sacaba dos versiones del vídeo: uno, censurado, que era emitido antes de las 21, y otra sin censurar más tarde, consiguiendo esta última la posición 28 en el ranking de momentos más sexis de vídeo de esta cadena.